# جستن الثالث
جستن الثالث هو الأمير السادس لآل جستن، وحكم من عام 865 إلى عام 919. وكان خلفًا لأخيه خورشيد الديلم.

## سيرته

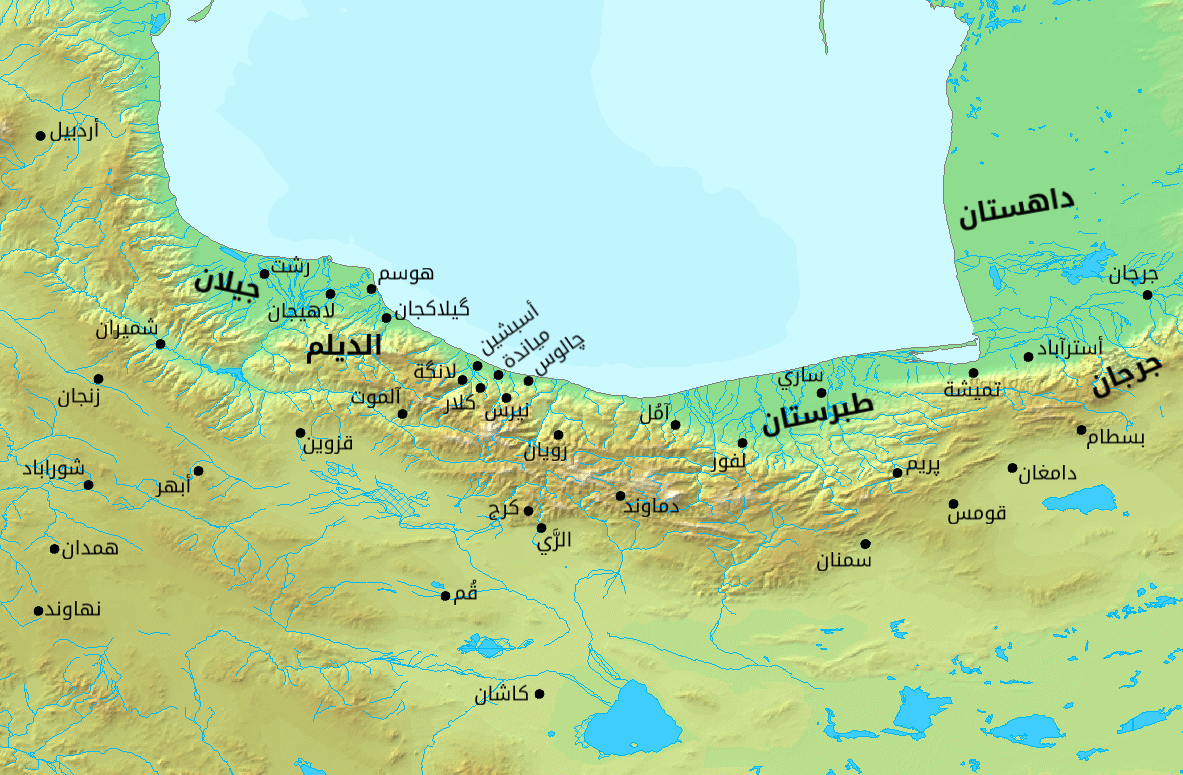
خريطة شمال إيران

ذُكر جستن لأول مرة في عام 865، عندما وضعه صاحب السيادة العلوي الحسن بن زيد، الذي خلع شقيقه خورشيد الديلمي بسبب عدائه للدولة العلوية. في عام 866/7، قاتل جستن ضد الوالي العباسي للري عبد الله بن عزيز. انتصر جستن في النهاية، وقتل وأسر العديد من سكان المدينة. وافق جستن لاحقًا على مغادرة المدينة بعد أن حصل على 2000000 درهم. في عام 869، غزا الضابط العسكري العباسي مفلح التركي طبرستان، وهزم جستن في مدينة قزوين القريبة. لحسن الحظ بالنسبة للعلويين، غادر مفلح التركي المنطقة بعد فترة وجيزة. في حوالي عام 889، ساعد جستن الحاكم العلوي الجديد محمد بن زيد ضد والي خراسان، رافع بن هرثمة.
في عام 900، برز السامانيون، الذين أصبحوا سادة خراسان الجدد، وهزموا العلويين في جرجان واستولوا على ممتلكاتهم في طبرستان. كما تمكنوا بعد فترة وجيزة من هزيمة جستن، لكنهم فشلوا في غزو أراضيه. وبعد فترة، رحب جستن بالحسن بن علي الأطروش وهو من الدولة العلوية في طبرستان وقد لجأ إلى الري بعد غزو السامانيين لطبرستان.
حاول جستن والحسن معًا في عامي 902 و903 استعادة السيطرة على طبرستان، ولكن دون جدوى. وبسبب قلقه من تقلب جستن، قرر حسن بناء قاعدة قوة خاصة به. لذلك ذهب في مهمة إلى ولاية الجبال والديلم الذين لم يتحولوا بعد إلى الإسلام إلى الشمال من جبال ألبرز بسبب عيشهم المنعزل، حيث قام بالوعظ شخصيًا وأسس المساجد. وقد تكللت جهوده بالنجاح سريعًا: فقد اعترف به الديلميون الجبليون وسكان ولاية الجبال شرق النهر الأبيض إمامًا وقائدًا لهم باسم الناصر للحق بسبب دله إياهم على الإسلام، واعتنقوا مذهبه الزيدي، والذي سمي باسمه الناصرية واختلف في بعض الممارسات عن فرع القاسمية السائد والمعتمد في طبرستان وفقًا لتعاليم قاسم بن إبراهيم.
هدد هذا التطور موقف جستن، ولكن في المواجهة التي تلت ذلك بين الاثنين، تمكن حسن من تأكيد موقفه وإجبار جستن على أداء قسم الولاء له. قُتل جستن في عام 919 على يد شقيقه علي الديلمي، الذي أصبح الأمير الجديد للجستنيين. ومع ذلك، سرعان ما انتقم صهره محمد بن مسافر لمقتل جستن، والذي تزوج ابنته خرصويه وكان من سلالة ديلمية أخرى تُعرف باسم السلاريين، والتي حكمت طارم.